# 화염기갑병
화염기갑병(영어:Hellbat)은 스타크래프트 2 종족인 테란의 유닛이다. 군수공장에서 생산이 가능한 유닛이다.

## 특징
화염기갑병은 스타크래프트 2에서 새로이 추가된 유닛이다. 화염기갑병은 기본적으론 테란의 기갑 부대에 해당되는 메카닉 테란의 유닛에 속하지만 테란의 일꾼인 건설로봇과 더불어 기계 판정과 생체 판정을 모두 받는 특수한 유닛이다. 화염기갑병의 영어 이름인 Hellbat을 한글로 그대로 음역하면 헬뱃이 된다. 또한 화염기갑병은 메카닉 테란의 유닛이지만 전작인 스타크래프트와 리마스터 버전인 스타크래프트 리마스터에 나오는 생체 유닛인 화염방사병을 대체하는 유닛 중에 하나이다. 화염기갑병은 화염차가 로봇으로 변신한 유닛으로 전작의 화염방사병을 대체하고 계승하는 유닛이기 때문에 근접 공격과 경장갑 추가 공격을 하며 화염방사병과 똑같이 광역 공격을 하는 유닛이 되며 이는 메카닉 테란의 유닛이나 바이오닉 테란의 유닛들을 모두 통틀어 스타크래프트 2의 테란의 유닛들 중에서도 유일한 근접 공격 유닛이 된다. 대다수의 테란 유닛들은 원거리 공격을 하지만 화염기갑병은 근접 공격을 하기 때문에 광전사, 저글링과 같은 근접 유닛들을 상대하는데 있어 가장 탁월한 유닛이며 메카닉 테란의 체제에선 유일하게 불멸자의 카운터 유닛으로 활약하기도 한다. 화염기갑병은 화염차로 변신이 가능한데 화염차로 변신하면 원거리 유닛으로 변하게 된다. 화염기갑병은 화염차가 변신한 로봇이기 때문에 업그레이드를 모두 화염차와 공유한다. 다만 화염기갑병은 화염차와 달리 군수공장에서 바로 생산이 가능한 유닛이 아니며 무기고가 있어야만 생산이 가능해지는 유닛이다. 화염기갑병을 생산하는데 필요한 자원, 인구수, 생산 시간은 광물:100, 생산 시간:30초, 인구수:2로 이는 화염차와 동일하지만 능력치에선 체력:135, 기본 방어력:0, 기본 지대지 공격력:18에 경장갑을 상대론 30의 추가 피해를 주는 것으로 능력치가 약간 다른데 이는 화염차가 체력:90, 기본 지대지 공격력:8에 경장갑을 상대로 14의 추가 피해를 주는 것보단 훨씬 높은 능력치를 가진 유닛이 된다. 화염기갑병은 광전사나 저글링을 화염차보다도 더욱 잘잡아주는 유닛이기 때문에 크루시오 공성 전차, 토르, 사이클론, 땅거미 지뢰의 호위 유닛으로도 많이 활용되며 이로 인해 스타크래프트 2의 메카닉 테란에선 화염기갑병은 핵심 유닛으로 활약하게 된다. 스타크래프트 2의 캠페인과 협동전에선 코브라, 골리앗, 시체매, 약탈자, 경비로봇, 투견의 호위 유닛으로도 활용되며 전작의 유닛인 화염방사병과도 같이 조합하여 우수한 상승 효과를 낼 수도 있다.

## 같이 보기
- 스타크래프트
- 테란